# ヴォルフスブルク
- ヴォルフスブルク
- ヴォルフスブルグ
- ウォルフスブルク[1]

ヴォルフスブルク（ドイツ語: Wolfsburg　ドイツ語: [ˈvɔlfsbʊʁk] ( 音声ファイル)）は、ドイツ連邦共和国の都市で、ニーダーザクセン州に属する。ドイツの自動車メーカー、フォルクスワーゲンの本社所在地であり、同社の企業城下町として発展した。
都市名は、ドイツ語で「狼の城」「狼の堡」を意味しており、市章も「城の上に立つ狼」を描いたものである。

## 地勢・産業

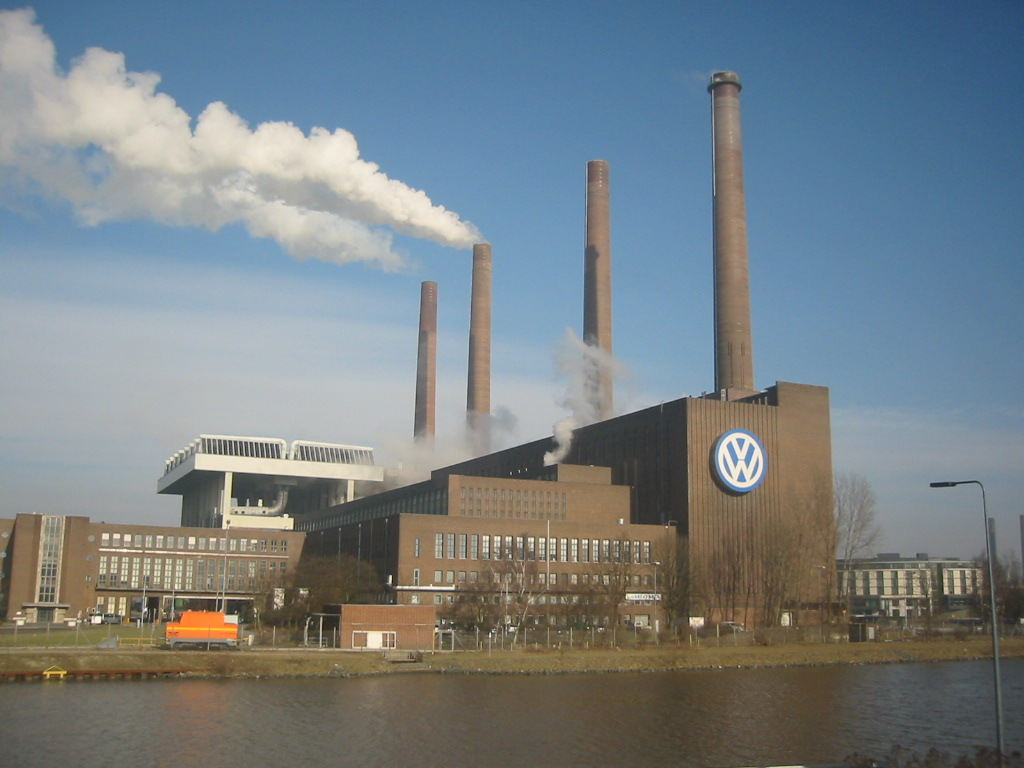
フォルクスワーゲンの工場

1938年、フォルクスワーゲンを生産するために建設された自動車産業の計画都市で、当初の市名は「歓喜力行団の車市」（Stadt des KdF-Wagens、KdF-Stadt）であったが、1945年5月8日の連合国軍による占領後、近隣にあった城堡ヴォルフスブルクにちなんで改名された。
近隣の都市としては、約25キロメートル南西にブラウンシュヴァイク、65キロメートル南東にマクデブルク、75キロメートル西にハノーファーが位置する。
冷戦時代の1945年から1990年までは西ドイツに属した。かつては自動車産業だけの街で、見るべきものはない場所とされていたが、1990年のドイツ再統一以後は自動車に関する博物館やアトラクションが増加して、多くの観光客を集めるようになった。
特に有名なものが、フォルクスワーゲン工場も見学できる自動車のテーマパーク、アウトシュタット（ドイツ語で「自動車の街」）で、ここは観光名所となっている。

## 歴史

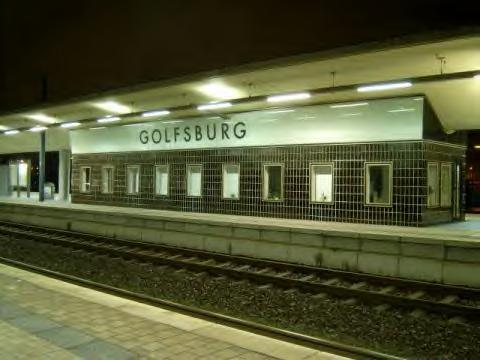
ゴルフスブルク駅

1938年、ナチス政権下でこの街が建てられた時の人口は1,144人であったが、自動車産業・軍事産業で急速に発展した。第二次世界大戦中は強制収容所のユダヤ人やロシア人捕虜などが酷使され、軍事物資の生産などに携わった。
他国から攻撃されることを恐れたヒトラーは、ドイツのほぼ中央に位置するこの都市に自動車工場を建設したが、皮肉にも戦後は東西ドイツ国境の町になってしまった。
第二次世界大戦で荒廃したがイギリス占領下で復興を果たし、以後フォルクスワーゲン社の発展と共に歩んでいる。
2003年、フォルクスワーゲンが5代目ゴルフを発売した際には、期間限定で市名を「ゴルフスブルク」（Golfsburg）と改称した。

## スポーツ
- VfLヴォルフスブルク - ヴォルフスブルクを本拠地とするサッカークラブチーム。
- グリズリー・アダムス・ヴォルフスブルク（ドイツ語版） - ヴォルフスブルクを本拠地とするドイツアイスホッケーリーグ1部のアイスホッケークラブチーム。

## 姉妹都市・友好都市
- ルートン（イギリス）
- マリニャーヌ（フランス）
- ペーザロ・エ・ウルビーノ県（イタリア）
- ハルバーシュタット（ドイツ）
- トリヤッチ（ロシア連邦）
- ビェルスコ＝ビャワ（ポーランド）
- 長春市（中華人民共和国）
- 豊橋市 (日本国)

## 引用
1. ↑  ウォルフスブルクとは - コトバンク
2. ↑  Landesamt für Statistik Niedersachsen, LSN-Online Regionaldatenbank, Tabelle A100001G: Fortschreibung des Bevölkerungsstandes, Stand 31. Dezember 2023